# Leopold Szondi
Leopold Szondi (Nitra, 11 marzo 1893 – Küsnacht, 24 gennaio 1986) è stato uno psichiatra ungherese di origine ebraica, naturalizzato svizzero, superstite dell'Olocausto..

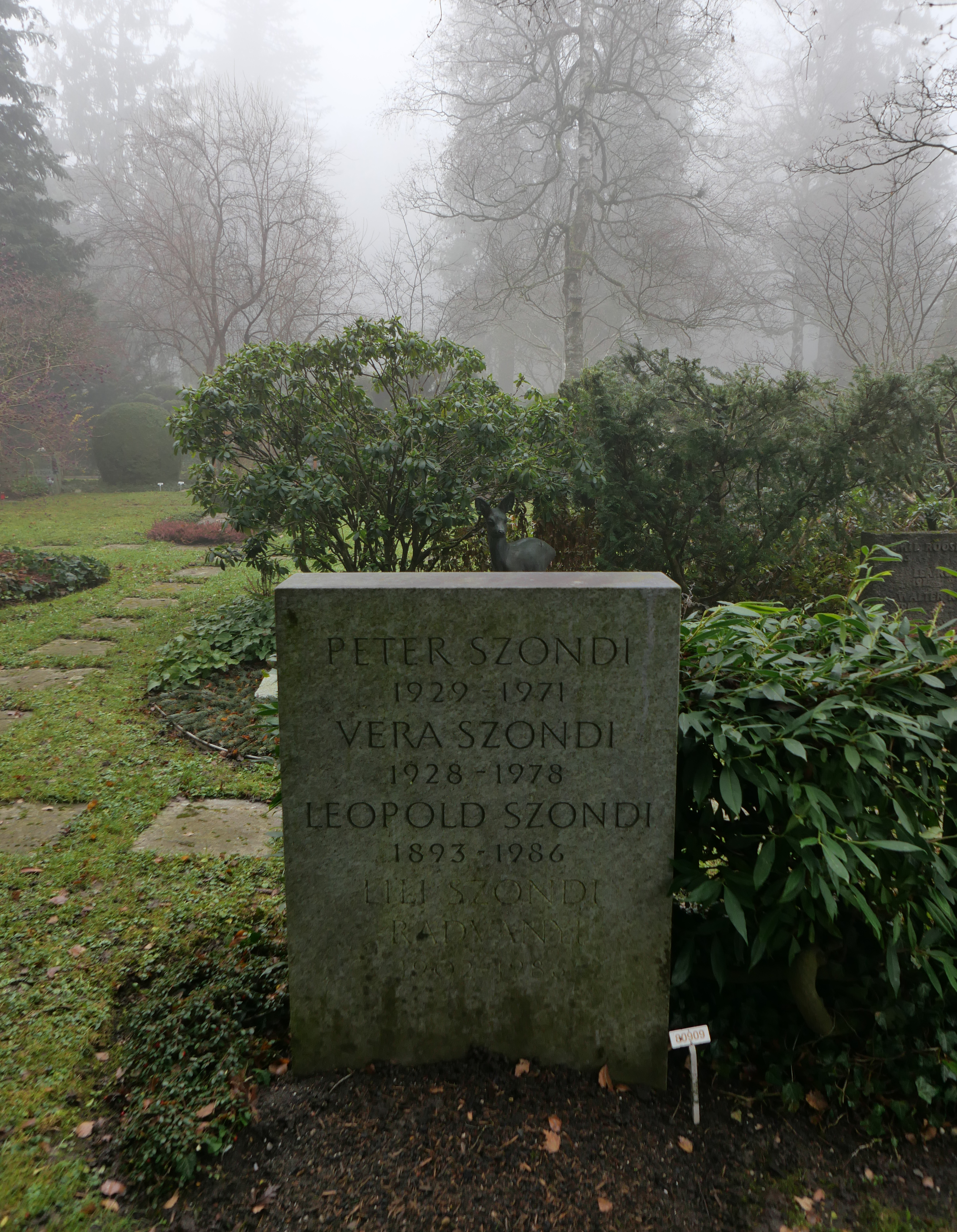
La tomba di famiglia.

È famoso in particolare per l'invenzione dell'analisi del destino e del Test di Szondi, un test proiettivo.
In italiano sono stati tradotti Diagnostica sperimentale degli istinti (il secondo dei suoi cinque volumi sulla analisi del destino) e  Introduzione all'analisi del destino (Astrolabio, 1975), una raccolta di conferenze che egli tenne all'Università di Zurigo con lo scopo di introdurre presso il grande pubblico i risultati principali delle sue ricerche.
Era padre di Péter Szondi (1929-1971), al quale sopravvisse quindici anni. Szondi trovò la sua ultima dimora nel cimitero Fluntern di Zurigo. Nella tomba sono sepolti anche la moglie Ilona “Lili” Livia, nata Radványi (1902-1986), il figlio Peter e la figlia Vera (1928-1978), che era medico.